# Arremon schlegeli
El cerquero alidorado (Arremon schlegeli), también denominado pinzón alidorado y maizcuba, es una especie de ave paseriforme de la familia Passerellidae endémica del noroeste de Sudamérica.

## Distribución y hábitat
El cerquero alidorado se encuentra úncicamente en el norte de Colombia y el oeste de Venezuela. Su hábitat natural son los bosques tropicales secos y las zonas de matorral costeros.

## Taxonomía
Fue descrito científicamente por el ornitólogo francés Charles Lucien Bonaparte en 1851. Se reconocen tres subespecies:
- A. s. schlegeli - se extiende por las costas caribeñas de Colombia y Venezuela.
- A. s. fratruelis - se localiza en la península de La Guajira
- A. a. canidorsum - se encuentra en la laderas occidentales de las estribaciones nororientales de los Andes colombianos.